# Oficina de Control de la Magistratura
La Oficina de Control de la Magistratura, abreviada OCMA, es el órgano de control del Poder Judicial del Perú. Las obligaciones de este órgano, responsable de garantizar el funcionamiento de los magistrados, se rigen según la Resolución Administrativa Nº 229-2012-CE-PJ del 2012.
Este órgano es dirigido por un juez supremo elegido por la Sala Plena de la Corte Suprema de Justicia, para un término no prorrógable de 3 años. En el periodo 2013-2015 fue dirigido por Ana María Aranda Rodríguez.

## Jefes
- Mario Tovar Velarde (oct. 1977- dic. 1980)
- Francisco Rojas Espinoza (ene. - dic. 1981)
- Luis Bramont Arias (ene. - dic. 1982)
- Francisco Rojas Espinoza (ene. - mar. 1983)
- Guillermo Anchorena More (abr. - dic. 1983)
- Francisco Rojas Espinoza (ene. - jul. 1984)
- Luis Portugal Rondón (ago. - dic. 1984)
- Ernesto Figueroa Estremadoyro (ene. dic. - 1985)
- Guillermo Doig Buendía (ene. - set. 1986)
- Luis Portugal Rondón (oct- - dic. 1986)
- Isaac Gamero Valdivia (ene. 1987 - dic. 1989)
- Guillermo Cabala Rossand (ene. 1990- abr. 1992)
- David Ruellas Terrazas (may. 1992- dic. 1993)
- Carlos Giusti Acuña (ene. 1994 -  abr. 1997)
- Elcira Vásquez Cortez (may. - dic. 1997)
- Nelson Reyes Ríos (ene. 1998 - may. 2001)
- Guillermo Cabala Rossand (jun. - dic. 2001)
- Ramiro de Valdivia Cano (ene. - may. 2002)
- Francisco Távara Córdova (jun. 2002 - dic. 2006)
- Elcira Vásquez Cortez (ene. 2007 - dic. 2009)
- Enrique Mendoza Ramírez (ene. 2010 - dic. 2012)
- Ana María Aranda Rodríguez (2013-2018)
- Vicente Walde Jáuregui (ene. - nov. 2019)